# Gemini 2
Gemini 2 est une mission suborbitale américaine mise au point dans le cadre du Programme Gemini.

## Équipage
Aucun, c'est un vol non habité.

## Objectifs
Ce vol suborbital est destiné à tester différents systèmes du vaisseau, notamment le bouclier thermique lors de la rentrée dans l'atmosphère.
La foudre tombe sur la fusée Titan II le 17 août 1964. Cette décharge électrique impose une révision quasi complète du lanceur, retardant sa date de lancement.
Le 9 décembre 1964, la fusée Titan II est mise à feu mais le MDS (Malfunction Direction System) détecte une baisse de pression dans un circuit hydraulique et coupe les moteurs 1,7 seconde après leur allumage. « Cette défaillance constitue une déception pour les techniciens ; cependant, comme lot de consolation, elle donne aux astronautes l'assurance que leur sécurité est entre bonnes mains. »

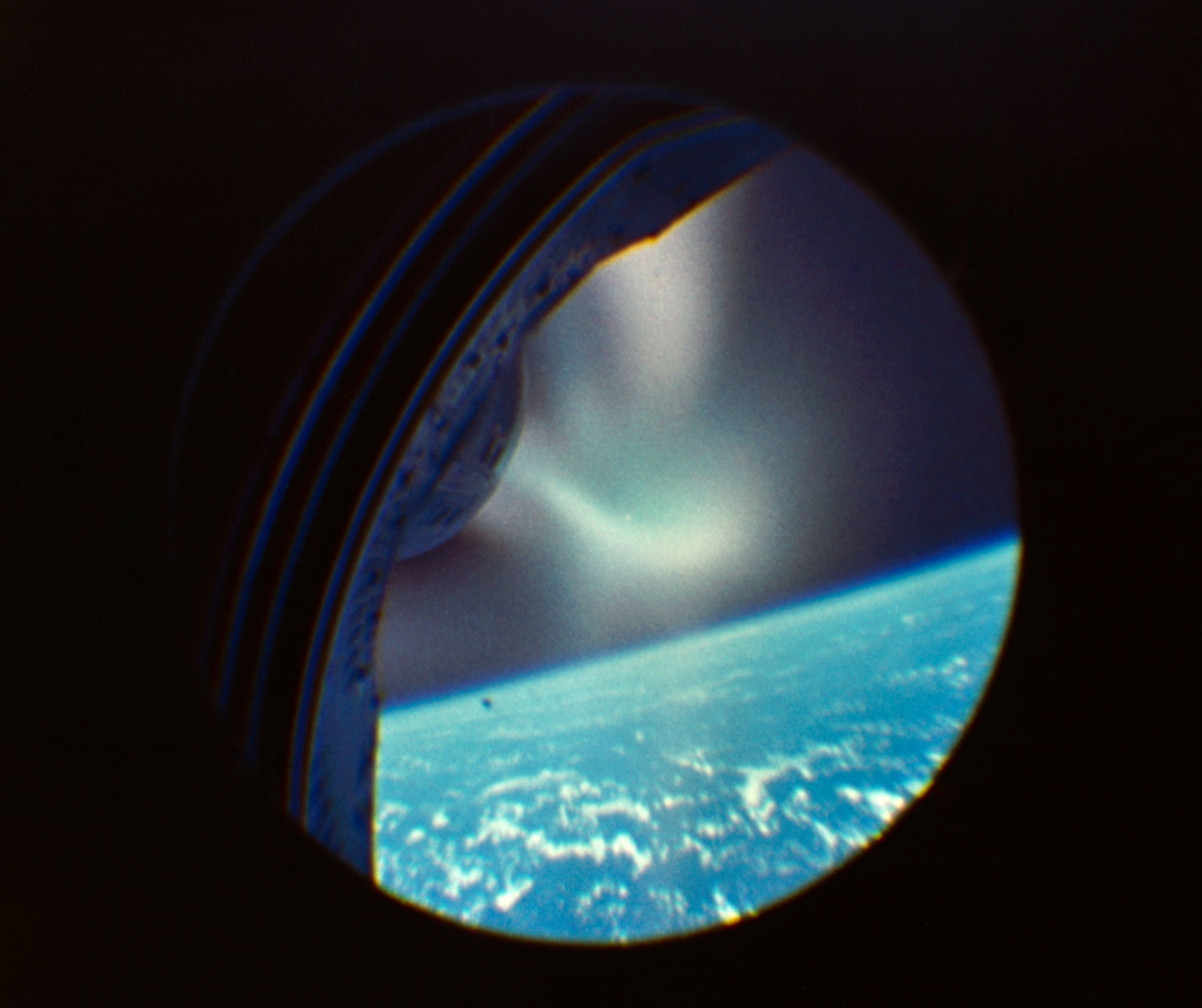
Image prise durant le retour sur Terre.

La fusée décolle finalement le 19 janvier 1965 et le vaisseau culmine à 171 km d'altitude avant de redescendre sur Terre et de se poser dans l'Atlantique, après 18 minutes et 16 secondes de vol, récupéré par le porte-avions USS Lake Champlain.
L'opération s'est déroulée en présence de Virgil Grissom et de John Young, désignés pour le premier vol habité, et d'une dizaine d'autres astronautes. Le succès de la mission constitue le feu vert pour le premier vol avec équipage, programmé deux mois plus tard.
Quant à la cabine, l'US Air Force la fait remettre à neuf et l'envoie à nouveau dans l'espace le 3 novembre 1966 pour un nouveau vol suborbital, cette fois depuis une fusée Titan IIIB, dans le cadre du programme militaire MOL (Manned Orbiting Laboratory) ; lequel, finalement, sera abandonné en 1969.
Depuis 2010, la cabine est exposée au Air Force Space and Missile Museum, à Cape Canaveral.

## Sources
- (en) Cet article est partiellement ou en totalité issu de l’article de Wikipédia en anglais intitulé « Gemini 2 » (voir la liste des auteurs).